# 姬秀春
姬秀春
基本信息
性别：男
民族：汉族
出生日期：1963年4月24日（农历）
出生地：河北省承德市宽城县板城镇南沟村太阳沟门庄
居住地：河北省承德市双滦区
个人简介
姬秀春
作家。
已在《黄河文学》《唐山文学》等多家杂志报刊发表作品十数万字。中篇小说《圆月亮》获得2013年河北省网络小说大赛中篇三等奖。小说《黑牛死了》获得首届热河文学奖。小说《井台》获得首届“太阳红杯”河北小小说大奖赛二等奖 。